# ユニバーシティ・カレッジ・コーク
ユニバーシティ・カレッジ・コーク（英語: University College Cork、公用語表記: Coláiste na hOllscoile Corcaigh）は、コーク県コークに本部を置くアイルランドの国立大学。1845年創立、1908年大学設置。
アイルランド国立大学を構成する大学であるため、アイルランド国立大学コーク校とも称される。大学の略称はUCC。
本項では以下、ユニバーシティ・カレッジ・コークを指して「UCC」という表記に統一する。

## 概要

### 大学全体

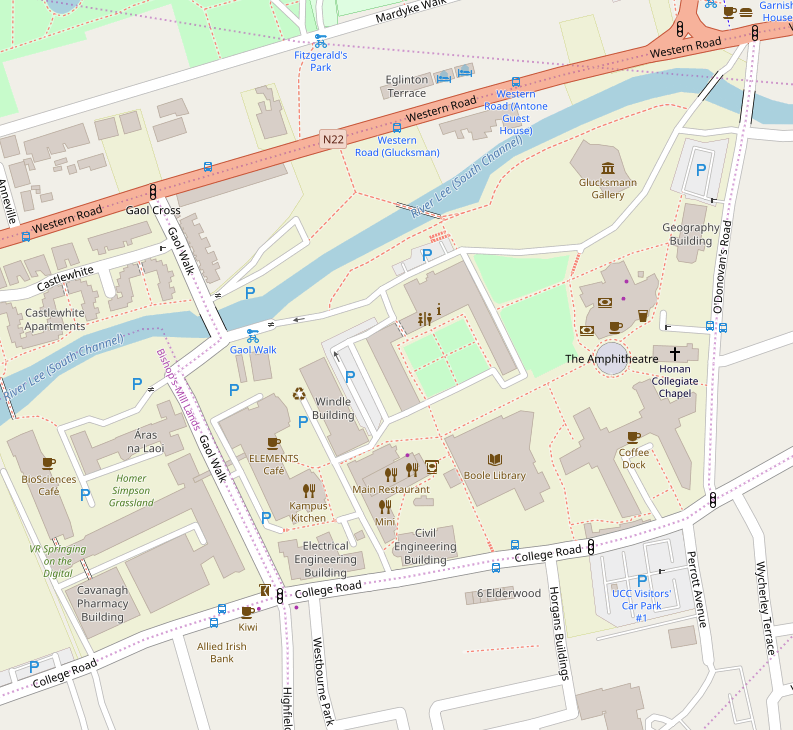
UCCキャンパスマップ

1845年にベルファスト、コーク、ゴールウェイにある3つのクイーンズ大学の1つとして設立された。1908年のアイルランド大学法に基づき、ユニバーシティ・カレッジ・コークとなった。1997年の大学法（Universities Act 1997）によりアイルランド国立大学コーク校に改称され、1998年の閣僚令によりユニバーシティ・カレッジ・コーク - アイルランド国立大学コーク校に改称された。

### 大学評価
大学評価の世界的指標の一つである、クアクアレリ・シモンズによる「QS世界大学ランキング 2021」（2020年）では世界第286位、ヨーロッパ第121位、国内第4位である。過去最高は、2011年の世界第181位。
また、タイムズ・ハイアー・エデュケーションの『THE世界大学ランキング 2021』（2020年）では、世界第301～350位台等、アイルランド国立大学ゴールウェイ校と並び国内第4位である。
他のランキングや賞の中でも、5回にわたり、サンデー・タイムズの「アイリッシュ・ユニバーシティ・オブ・ザ・イヤー」に選ばれている（直近では2017年）。2015年には、欧州委員会が出資するU-Multirankにより、1200校の参加大学の中で最高の「A」（28の指標のうち21）を獲得した。また、UCCは、2011年にエネルギー管理のISO50001規格を取得した最初の大学となった。

### 入学試験
中央出願局（CAO）は、UCCに代わり、アイルランド、イギリス、欧州連合および欧州自由貿易連合の学士課程の出願を担当している。学士課程への入学の決定は、CAOが合格受験者に通知を出すようUCCが指示している。大学への入学は専ら学力に基づいている。最低限の入学要件があり、 個々の学部・コースにはさらに入学要件がある。 医学系など一部の学部・コースは別の試験を受ける必要もある。
CAOは、アイルランドの国家統一高校卒業試験のリービング・サーティフィケートの結果に応じて合否を決める。イギリスの一般教育修了上級レベル、フランスのバカロレアなどの欧州連合および欧州自由貿易連合の試験や国際バカロレアなどでも出願はできる。
欧州連合の国民または居住者ではない出願者には、異なる出願手順が適用される。
大学院への入学は、UCCが直接担当する。

## 沿革
クイーンズ・カレッジ・コークは、ヴィクトリア女王が「アイルランドにおける学問の進歩」のために設立することを目的とした法律の規定に基づいて設立された。この法律に基づき、ベルファスト、コーク、ゴールウェイの3校が1845年12月30日に法人化された。1849年に23名の教授と181名の学生で開校し、医学部、芸術学部、法学部の3つが設立され、1年後、アイルランドのクイーンズ大学の一部となった。
コークの守護聖人である聖フィンバーと関係があると考えられていた場所に建設された。修道院と学校はギル・アビー・ロック付近にあり、修道院に併設されていた製粉所は、大学の下を流れるリー川の南水路の土手にあったと考えられている。この関連性は、大学のモットーでもある「Where Finbarr Taught, Let Munster Learn（フィンバーが教えた場所、マンスターに学ばせる）」というモットーにも反映されている。
ギラビーに隣接し、リー川の谷を見下ろすこの場所は、1846年に選ばれた。テューダー・ゴシック様式の四角い建物と初期のキャンパスは、トーマス・ディーン（1792年 - 1871年）とベンジャミン・ウッドワード（1816年 - 1861年）によって設計・建設された。クイーンズ・カレッジ・コークは1849年に正式に開校し、1860年代にはメディカル・ウィンドル棟などが追加された。

### アイルランド国立大学
20世紀には、1908年のアイルランド大学法（Irish Universities Act, 1908）により、ダブリン校、コーク校、ゴールウェイ校の3つの構成カレッジからなるアイルランド国立大学が設立され、UCCはユニバーシティ・カレッジとして認可された。1997年の大学法（Universities Act, 1997）により、UCCはアイルランド国立大学の構成大学となり、学位や卒業証書の授与以外では独立した大学となった。

## キャンパス

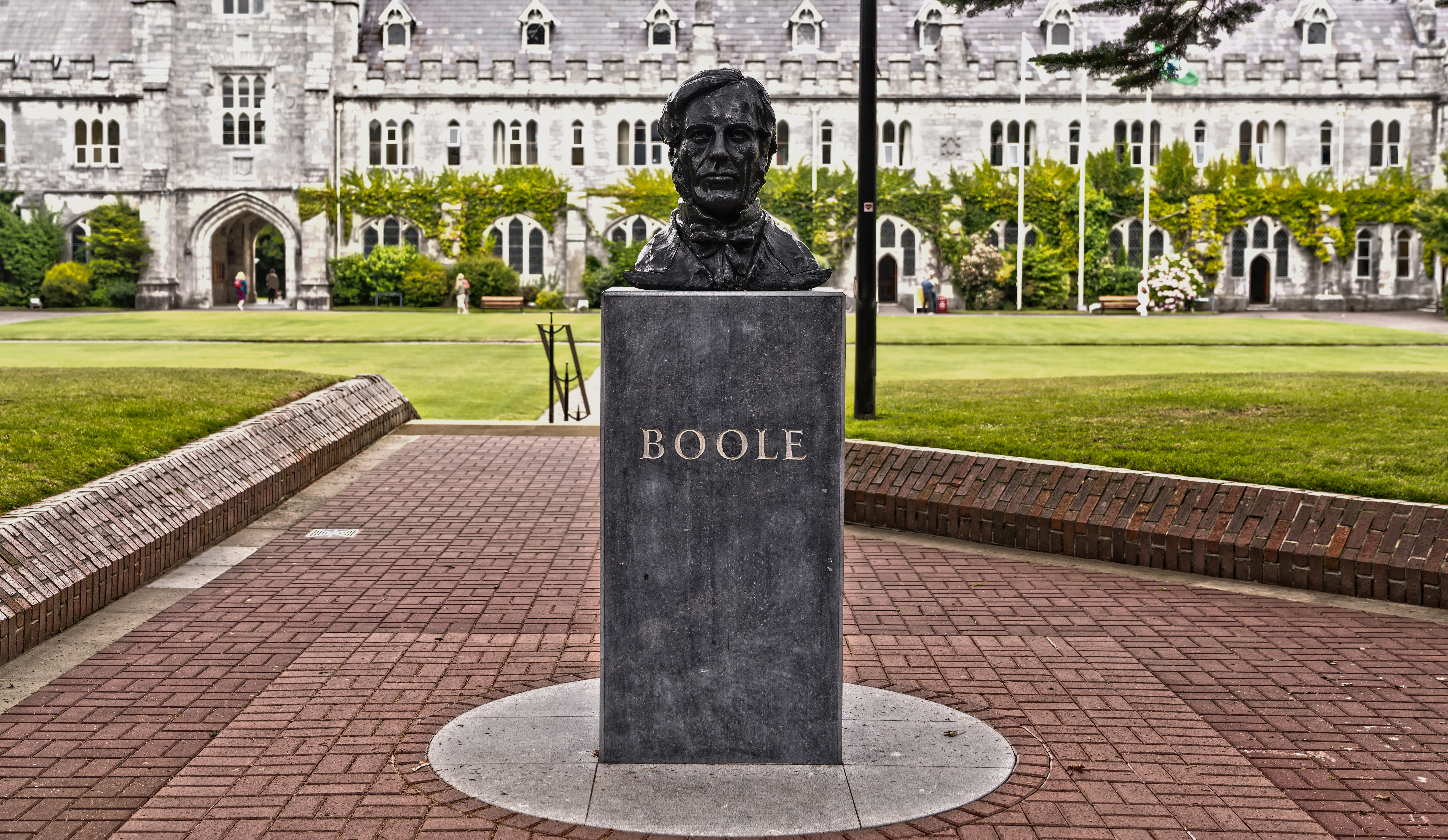
ジョージ・ブールの胸像

2016年の学生数は21,000人を超え、1980年代後半から増加し、隣接する建物や土地の買収によるキャンパスの拡大を促した。この拡大は、1990年代後半のアルフレッド・オライリー棟、キャヴァナ薬学棟、ブルックフィールド健康科学センター、拡張されたアラス・ナ・マクレイン（デビアホール）、2004年のルイス・グラックスマン・ギャラリー、エクスペリエンスUCC（ビジターセンター）、プログラミングを可能にする代数を開発したUCC初の数学教授ジョージ・ブールにちなんで命名された、ブール図書館の拡張などで続いている。また、2009年にはウェスタン通りのコーク・グレイハウンド・トラック跡地にウエスタン・ゲートウェイ棟が完成し、リー・モールティング複合館にあるティンダル研究所の建物も改装された。2016年には、UCCはコーク市内中心部のラップス・キーにあるコーク貯蓄銀行の建物を購入した。2017年現在、大学はキャンパス全体のスペースを増やす計画を展開しており、一環として、学術戦略をサポートする「学生ハブ」の創設、600人の学生の学生寮の追加、屋外スポーツ施設の開発などが含まれている。
また、2006年には、1880年にハワード・グラッブによって建てられたクロフォード天文台がリニューアルオープンした。大学の建物と3つの主要な望遠鏡である赤道儀、子午環、静電容量型の望遠鏡の大規模な修復と保存のための費用を負担した。
2009年11月には、UCCの多くの建物が洪水の被害を受けた。洪水はコークの他の地域にも影響を及ぼし、多くの学生が学生寮から避難した。大学当局は、学業活動を1週間延期し、洪水で被害を受けた建物の修復には2010年までかかると発表した。特に影響を受けたのは、新しく開館したウエスタン・ゲートウェイ棟で、運用開始からわずか数ヶ月後に本講義室の全面改装が必要となった。
2018年、UCCのキャンパスは、生物科学棟にバイオ・グリーンカフェがオープンし、アイルランド初の「プラスチックフリー」カフェとなった。

## 大学構成
2020年現在の学部は以下の通り（学科・専攻を除く）。
- 芸術・ケルト学・社会科学部
- 経営法学部
- 理工学・食品科学部
- 医療保健学部

2020年現在の研究科は以下の通り（専攻を除く）。
- 芸術・ケルト学・社会科学研究科
- 経営法学研究科
- 理工学・食品科学研究科
- 医療保健研究科

## 教育および研究
UCCはアイルランドを代表する研究機関のひとつである。2016年、UCCは9,600万ユーロ以上の研究資金を確保しており、これは5年間で21％増加し、大学としては最高額となっている。
2009年 - 2012年のUCC戦略計画によると、UCCは研究とイノベーションの強化を目指している。2009年には、世界の大学の中で研究分野で上位3％にランクインした。
UCCが発表した研究戦略では、研究者や研究チームに「研究分野を追求するための自由と柔軟性」が与えられる「世界最高水準の研究」のための「卓越センター」を創設することを提案している。UCCの研究センターは、ティンダル研究所のナノエレクトロニクス、消化器薬センターの食と健康、NutrraMara、健康のための食品アイルランド研究センター、コーク穀物科学、環境研究所の環境（生物多様性、養殖、エネルギー効率、海洋エネルギーの研究を含む）、ビジネス情報システムなどがある。
2008年10月、大学の統治機関は、大学研究倫理の厳格なガイドラインの下で、承認された管轄区域からの輸入hESCを使用し、研究に胚性幹細胞を使用する、アイルランドで最初の機関となることを発表した。2009年には、UCCの数学教授のデス・マクヘールが、胚性幹細胞研究を認めるという大学の決定に異議を唱えていた。『irishhealth.com』が実施した世論調査の結果によると、3人に2人近くがUCCの胚性幹細胞研究を認める決定を支持した。
2016年には、UCCの血管生物学研究センター長であり、コーク大学病院の循環器専門医でもあるノエル・キャプリスが「血管置換の分野での大躍進」を発表している。

### 入学試験
中央出願局（CAO）は、UCCに代わり、アイルランド、イギリス、欧州連合および欧州自由貿易連合の学士課程の出願を担当している。学士課程への入学の決定は、CAOが合格受験者に通知を出すようUCCが指示している。大学への入学は専ら学力に基づいている。最低限の入学要件があり、英語またはアイルランド語の合格最低点と数学の合格最低点が必要である。また、ヨーロッパ大陸の外国語（フランス語、ドイツ語、スペイン語、イタリア語）での合格最低点が必要な場合もあり、数学の高レベル試験で40％を超えると総合点数に25点加算される。
また、個々の学部・コースにはさらに入学要件がある。例えば、理系の学部は通常、1つ以上の科学科目で特定の点数以上が必要となる。アイルランドの国家卒業統一試験のリービング・サーティフィケートの科目試験には高レベル（Higher Level）、普通レベル（Ordinary Level）があり、入学条件にレベルを指定する場合もある。また、試験の総合点数で学部に必要な点数を達成する必要もある。総合点数は、通常リービング・サーティフィケートでは625点満点である。例えば、2017年の理工学・食品科学部部建築学科は、合格最低総合点数は444点である。また総合点数は、一部の学部は別の試験を受ける必要があり、必要最低点数が625点を超えることもある。例えば2017年の医学部は卒業試験のほか、保健師入学試験（HPAT）を受ける必要があり、必要最低限の総合点数は729点となる。
合否は、CAOによって毎年8月中旬に発表される。アイルランドのリービング・サーティフィケートのみならず、イギリスの一般教育修了上級レベル、フランスのバカロレアなどの欧州連合および欧州自由貿易連合の試験や国際バカロレアなどでも出願はできる。欧州連合の国民または居住者ではない出願者には、異なる出願手順が適用される。
大学院への入学は、UCCが直接担当する。
日本を含む欧州外の場合、各国の高等学校卒業証書、国際バカロレア、一般教育修了上級レベルのいずれかの受験者で最低入学条件を満たすならば、直接入学できる。ただし、入学を保証するものではなく、優れた試験結果を保有している受験者を順に定員を埋める。高等学校卒業証の最低平均は学部学科により3、4、または5である。また、特定の関連科目を含むUCCにより認可されている大学の学士課程で1年、もしくは1年間のファンデーション・プログラムを受ける必要がある。英語力は、学部学科によるが、IELTS、TOEFL、ケンブリッジ大学英語検定機構、PTEアカデミックなどが認可されている。
大学院入学に関しては、学士を一定の点数をおさめる必要がある。研究科により、入学条件が異なり、2H2は65％に相当し、2H1は75％、1Hは85％に相当する。英語力は学部入学の上記と同様の試験を受けるが、必要条件の点数がより高い。

## 学生生活

### サークル・スポーツクラブ
UCCには100以上のサークルと50以上のスポーツクラブがある。学業、慈善活動、創作活動、ゲーム・ロールプレイング、政治、宗教、社交界、フィールドスポーツ、武道、ウォータースポーツ、屋外・屋内のチームスポーツ、個人スポーツなどがある。他にも、合気道、空手道、柔道などの日本発祥の武道も提供されている。
UCC学生組合（UCCSU）は、17,000名の学生を代表する組織であり、学生賦課金によって自動的に会員となる。

### 学生寮
学生寮は、UCC DACとして知られる子会社を通じてUCCが提供している。UCCは、キャッスルホワイト・アパート（63室/298床）、マーダイク・ホール（14室/48床）、ユニバーシティ・ホール（アイルランド語を話す人に貸し出されている Áras Uí Thuama 複合施設を含む）、ヴィクトリア・ミルズ、ヴィクトリア・ロッジの5つの学生寮を運営している。予約は学期間中可能で、部屋の割り当ては抽選で行われている。

### 海外留学者
2010年にUCCで留学した2,400名の留学生のうち、最も多かったのはアメリカ合衆国からで、次いで中華人民共和国、フランス、マレーシアの順となっている。UCCはエラスムスに参加しており、2009年度には439名の学生がUCCを訪れた。同期間に、201名のUCCの学生がアメリカ、中国、ヨーロッパの教育機関に留学した。
UCCは、2008年の「留学生バロメーター」レポートで高い評価を受けている。この調査は、インターナショナル・インサイト・グループ（International Insight Group）が84の教育機関で在学している67,000名の留学生を対象に実施したものであり、参加したUCCの留学生の98％が「専門的な講師」の存在を報告している。また、そのうち90％以上の学生が「良い教授」が在学していると回答している。また、「スポーツ施設」、「社会施設」、「大学のクラブ・サークル」の3つのカテゴリーでは、調査に参加した84機関の中でUCCは上位3位にランクインしている。UCCの国際教育室の満足度は93％、UCCのITサポートの満足度は92％であった。

## 対外関係
2020年現在、大学と学術交流協定を締結しているうち、3校は日本にある。
 日本
- 東京外国語大学
- 龍谷大学
- 早稲田大学

## 主な出身者
- フィオナ・ショウ（俳優）
- キリアン・マーフィー（俳優）※中退
- アロイス・フレイシュマン（作曲家）
- ジェラード・デランティ（社会学者）

## 関連文献
Parkes, H.M. 1953. Some notes on the herbarium of University College, Cork. Ir. Nat. J. ll: 102 – 106.

## 公式サイト
- ユニバーシティ・カレッジ・コーク（アイルランド国立大学コーク校）（英語）
- アイルランド国立大学（英語）
- ウィキメディア・コモンズには、ユニバーシティ・カレッジ・コークに関するカテゴリがあります。